# زایلیخم
زایلیخم (به هلندی: Zuilichem) یک منطقهٔ مسکونی در هلند است که در زالت‌بومل واقع شده‌است. زایلیخم ۱٬۶۷۲ نفر جمعیت دارد.